# Pelagornis sandersi
Pelagornis sandersi (Ksepka, 2014) è una specie di uccelli estinti, appartenenti alla famiglia dei pelagornitidi. Vissuto tra 25 e 28 milioni di anni fa, i suoi resti fossili sono stati scoperti in sedimenti oligocenici nella Carolina del Sud.
È stato stimato che la loro apertura alare fosse compresa fra 6,1 e 7,4 metri, il che farebbe del Pelagornis sandersi l'uccello più grande finora scoperto, con un'apertura alare doppia rispetto all'attuale uccello vivente più grande: l'albatro urlatore. È stato inoltre stimato che potesse raggiungere una velocità massima di 60 km/h.
Taluni scienziati sono rimasti sorpresi dal fatto che potesse volare, dato che il suo peso (compreso fra i 22 e i 40 kg) non avrebbe dovuto consentirgli di volare secondo la teoria predominante sul meccanismo di volo degli uccelli. Secondo lo scopritore Dan Ksepka, del National Evolutionary Synthesis Center di Durham, il P. sandersi sarebbe stato in grado di volare grazie al suo corpo relativamente piccolo rispetto alla dimensione delle ali e grazie alle forti correnti aeree oceaniche.